# Liste der Gemeindeverbände im Département Corrèze
Das Département Corrèze liegt in der Region Nouvelle-Aquitaine in Frankreich. Es untergliedert sich in zehn Gemeindeverbände.
Siehe auch: Liste der Gemeinden im Département Corrèze

## Gemeindeverbände

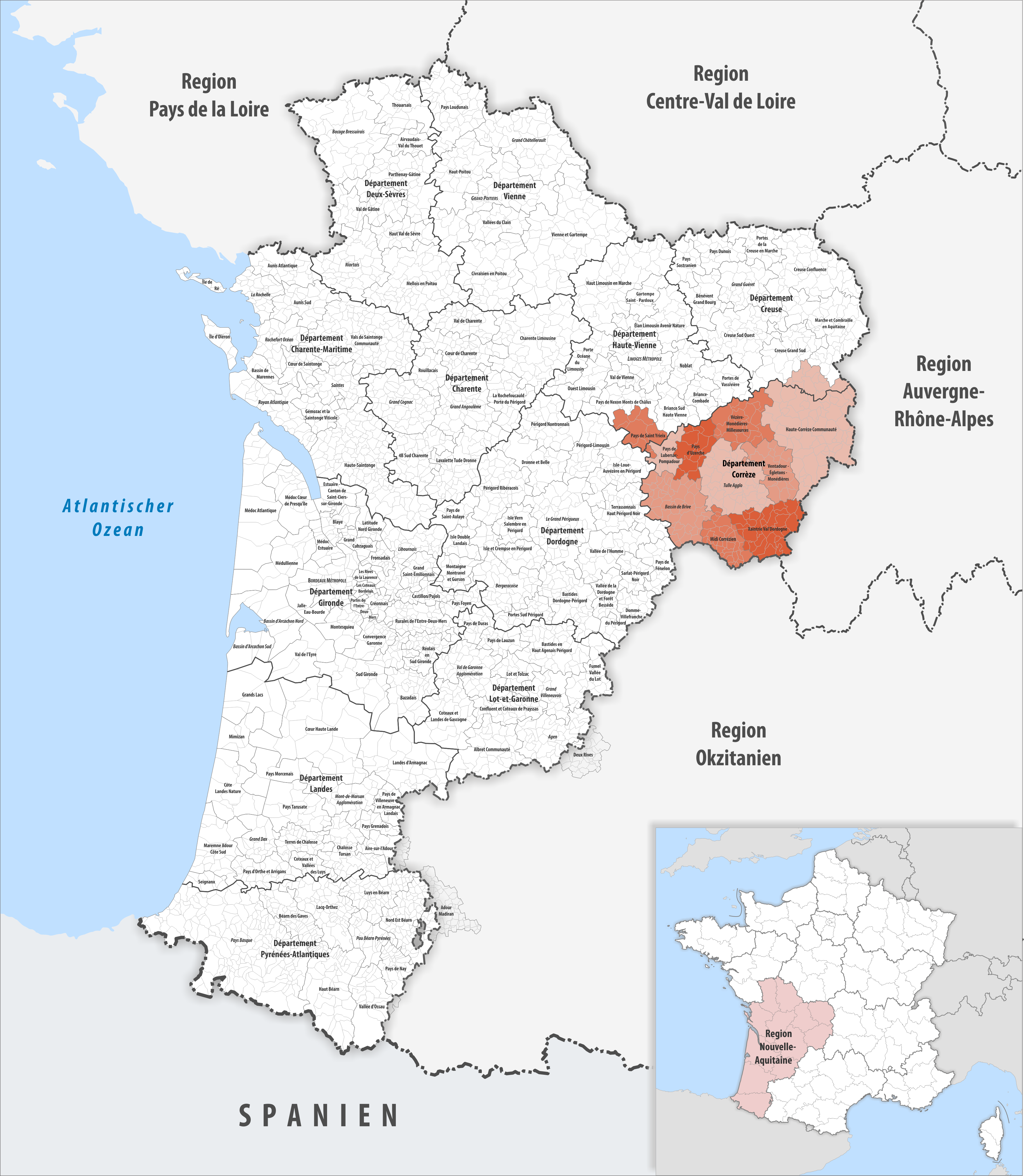
Gemeindeverbände im Département Corrèze

| Gemeindeverband                | Gemeinden im Départ./Verband | Einwohner 1. Januar 2022 | Fläche km² | Dichte Einw./km² | SIREN- Nummer | Rechtsform                 | Gründungsdatum     |
| ------------------------------ | ---------------------------- | ------------------------ | ---------- | ---------------- | ------------- | -------------------------- | ------------------ |
| Bassin de Brive                | 48/48                        | 108.611                  | 808,72     | 134              | 200 043 172   | Communauté d’agglomération | 1. Januar 2014     |
| Haute-Corrèze Communauté       | 59/70                        | 31.994                   | 1.784,59   | 18               | 200 066 744   | Communauté de communes     | 15. September 2016 |
| Midi Corrézien                 | 34/34                        | 13.215                   | 389,58     | 34               | 200 066 769   | Communauté de communes     | 15. September 2016 |
| Pays de Lubersac-Pompadour     | 10/10                        | 6.785                    | 221,16     | 31               | 200 066 603   | Communauté de communes     | 15. September 2016 |
| Pays de Saint-Yrieix           | 2/9                          | 12.161                   | 338,09     | 36               | 248 700 189   | Communauté de communes     | 31. Dezember 1996  |
| Pays d’Uzerche                 | 12/12                        | 10.599                   | 368,24     | 29               | 241 927 243   | Communauté de communes     | 31. Dezember 1999  |
| Tulle Agglo                    | 43/43                        | 43.550                   | 868,06     | 50               | 241 927 201   | Communauté d’agglomération | 16. Dezember 1993  |
| Ventadour-Égletons-Monédières  | 19/19                        | 10.212                   | 472,33     | 22               | 241 900 133   | Communauté de communes     | 29. Dezember 1997  |
| Vézère-Monédières-Millesources | 20/20                        | 5.691                    | 539,37     | 11               | 200 066 645   | Communauté de communes     | 15. September 2016 |
| Xaintrie Val’Dordogne          | 30/30                        | 11.120                   | 652,18     | 17               | 200 066 751   | Communauté de communes     | 15. September 2016 |